# 황지중학교 축구부
황지중학교 축구부는 강원도 태백시에 위치한 황지중학교의 축구부이다. 경희중학교가 운영하는 축구부로 1990년에 창단  하였다.

## 같이 보기
- 황지중학교